# Maharajalela
 (février 2024).
Si vous disposez d'ouvrages ou d'articles de référence ou si vous connaissez des sites web de qualité traitant du thème abordé ici, merci de compléter l'article en donnant les références utiles à sa vérifiabilité et en les liant à la section « Notes et références ».
Maharajalela est une station du monorail de Kuala Lumpur. Elle a été mise en service le 31 août 2003.